# Robert Herrick (romanförfattare)

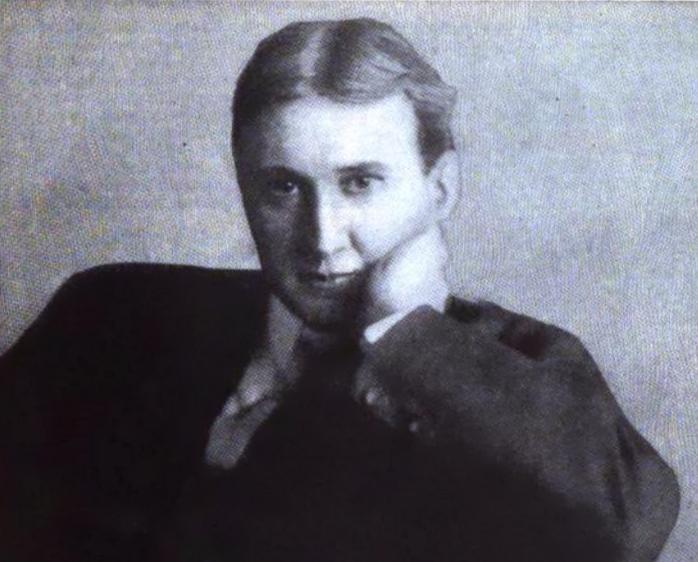
Robert Herrick 1910.

Robert Herrick, född 26 april 1868 i Cambridge, Massachusetts, död 23 december 1938 i Charlotte Amalie, Amerikanska Jungfruöarna, var en amerikansk författare.
Herrick graduerades vid Harvard 1890 och var 1905-1923 professor i engelska vid universitetet i Chicago. Utom filologiska arbeten författade Herrick romaner och noveller. Nämnas kan The man who wins (1895), Literary love letters (1896), Love's dilemmas (1898), The web of life (1900), The real world (1901), Their child (1903), The common lot (1904), The memoirs of an american citizen (1905; "En amerikan", 1908) och Together (1908), vilka vann ryktbarhet som karakteristiska och kraftfulla skildringar av samhällsliv i Förenta staterna omkring förra sekelskiftet. Bland Herricks senare arbeten märks den fina efterkrigsskildringen Waste (1924).